# یاسمین البسطامی
یاسمین البُسطامی (به انگلیسی: Yasmine Al-Bustami) یک بازیگر اماراتی-آمریکایی است که بیشتر برای ایفای نقش «مونیک دورو» در سریال اصیل‌ها شناخته شده‌است.

## زندگی
یاسمین در ابوظبی متولد شد، اما با خانواده اش در سن سه سالگی به تگزاس نقل مکان کرد، وی‌تبار اردنی، فلسطینی و فیلیلیا است ولی علی‌رغم پیشینه نژادی متنوع، او خود را یک دختر تمام آمریکایی می‌داند. پس از دریافت مدرک تحصیلی، تصمیم گرفت وارد دنیای هنر شود و تحصیلات خود را در شیکاگو، ایلینوی بهبود بخشید. او کار خود را از سال ۲۰۱۰ با فیلم کوتاه Unimaginable شروع کرد. در سال ۲۰۱۳، او اولین نقش مطرح خود را در سریال تلویزیونی اصیل‌ها به دست آورد. در سال ۲۰۱۷ او در تک آهنگ جدید جان لجند "Surefire" ظاهر شد.